# Халаха
Халаха (на иврит: הֲלָכָה; на български се среща и вариантът Халака) се отнася до корпуса от юдейски религиозни закони, сред които библейските закони (613-те заповеди), по-късните равински закони от Талмуда, както и различни практики от обичаите и традициите.
Що се отнася до законовата практика, то в юдаизма не се поставя ясна граница между религиозен и нерелигиозен живот, поради което законите от Халаха се прилагат не само в контекста на религиозни практики и вярвания, но те засягат също така и много аспекти от всекидневния живот. Терминът Халаха често се превежда като „юдейско право“, но по-правилно би било да се определи като „път“, тъй като терминът произлиза от корена הלכ, чието значение на иврит е „ходя“ или „отивам“.
В исторически план, в много еврейски общности Халаха е имала статута на единствената приложима гражданска и религиозна законова уредба. В днешно време тя се прилага единствено ако засегнатият представител на юдаизма пожелае това. В Израел, обаче, някои аспекти от семейния и личен статус на индивида все още биват регулирани въз основа на равинската интерпретация на Халаха.
Различните еврейски общности се характеризират с различен подход в приложението на Халаха. В средите на евреите ашкенази, например, се появяват многобройни разногласия и спорове относно как и дали въобще Халаха да се прилага от еврейската общност, което допринася за появата на реформистките, реконструктивистките и консервативните новаторски течения в юдаизма.